# Warszawa Jelonki (przystanek kolejowy)
Ten artykuł dotyczy przyszłego wydarzenia. Informacje w nim zawarte mogą się zmienić wraz z pojawieniem się nowych faktów, a początkowe doniesienia mogą być niepewne. Ostatnie aktualizacje tego artykułu mogą nie odzwierciedlać najbardziej aktualnych informacji.
Warszawa Jelonki – zaprojektowany przystanek osobowy PKP Polskich Linii Kolejowych. Przystanek miałby być zlokalizowany między parkingiem Parkuj i Jedź Połczyńska oraz Fortem Wola, przy ulicy Połczyńskiej, na granicy Bemowa i Woli.
Przystanek miałby być zrealizowany w ramach projektu „Rozbudowa układu torowego na obszarze Odolan w Warszawie”.